# 剑嘴鹛
剑嘴鹛（学名：Pomatorhinus superciliaris），又称细嘴钩嘴鹛，是画眉科剑嘴鹛属的一种，分布于缅甸、孟加拉国、不丹、中国大陆、越南、印度和尼泊尔。该物种的保护状况被评为无危。
剑嘴鹛的平均体重约为27.5克。栖息地包括温带森林和温带疏灌丛。该物种的模式产地在印度大吉嶺。

## 亚种
- 剑嘴鹛滇西亚种（学名：Xiphirhynchus superciliaris forresti）。在中国大陆，分布于云南等地。该物种的模式产地在云南西北部怒江和龙川江间山脉。[3]